# تپه ترکمن آیش
تپه ترکمن آیش در شهرستان گرگان، بخش مرکزی، روستای نودیجه واقع شده و این اثر در تاریخ ۱۰ بهمن ۱۳۸۳ با شمارهٔ ثبت ۱۱۲۹۱ به‌عنوان یکی از آثار ملی ایران به ثبت رسیده است.